# Luther braunschweigi herceg
Luther braunschweigi herceg más formában Lothar németül Luther von Braunschweig vagy Luther von Brunswick (?, 1275 – Sztum, 1335. április 18.) a Német Lovagrend 18. nagymestere 1331 és 1335 között.

## Élete
A német Welf-család tagja volt, édesapja I. Albert braunschweig-lüneburgi herceg, édesanyja Adelaide egy észak-itáliai herceg Boniface de Monferatto lánya volt. Apja halála után ő lett a Lüneburg, Braunschweig (Brunswick) hercege, de nem léphetett házasságra, épp a lovagi kötelezettség miatt, ezért nem maradt utódja.

Fiatalon belépett a német lovagrendbe és elsősorban Christburgban (ma Dzierzgoń, Lengyelország) látott el különböző feladatokat egészen 1308-ig, amikor Gollub (ma Golub-Dobrzyń) komturává nevezték ki. Egy évvel később Christburg, 1313-tól pedig Marienburg (ma Malbork) komtura volt. 1314-től újból komtura és ezúttal fegyvermestere volt Christburgnak és kivette a részét a poroszországi német kolonizációból is.
1331. február 17-étől lett a rendi mester, Werner von Orselnt követve. Mindjárt az uralkodása elején háborúba keveredett Lengyelországgal. Az általa vezetett teuton seregek megszállták Nagy-Lengyelországot és Kujáviát. Sikerült elfoglalnia Kaliszot, de a płowcei csatában a lengyel király legyőzte. Ennek ellenére a következő évben folytatta támadásait Kujáviában és bevette Brześć Kujawskit, majd Inowrocławot, s a területet a német lovagrend tartományává nyilvánította.

A béke megteremtése érdekében a magyarok és a csehek is bekapcsolódtak a két fél közti tárgyalásokba. Károly Róbert találkozóra hívta a cseh és a lengyel uralkodót, melyeken más országok is képviseltetni akarták magukat. Luther nem sokkal halála előtt kinevezte a küldötteket, aki Visegrádon tárgyaltak a békéről mind a lengyelekkel, mind a litvánokkal.
Luther tovább folytatta az építkezéseket a Máriavárban, többek között az uralkodói rezidencia építését, s emelt egy monostort is. Elmélyülten foglalkozott a vallástudománnyal és számos verset, valamint egy teológiai könyvet is írt.